# (4648) Tirion
(4648) Tirion est un astéroïde de la ceinture principale découvert le 18 octobre 1931 par l'astronome allemand Karl Wilhelm Reinmuth. Le lieu de découverte est Heidelberg (024). Sa désignation provisoire était 1931 UE.